# Paul Schrader
Paul Joseph Schrader (Grand Rapids, 22 luglio 1946) è un regista, sceneggiatore e critico cinematografico statunitense.
È considerato uno dei registi e sceneggiatori cardine della Nuova Hollywood. I film da lui scritti e diretti narrano storie di solitudine, affrontando anche i temi della colpa e della redenzione.

## Biografia

### Gli esordi
La gioventù di Schrader è segnata dall'osservanza della famiglia di principi strettamente calvinisti, e perciò non gli viene permesso di vedere film fino all'età di 18 anni, quando decide di andar via di casa. Il primo film che gli capita di vedere al cinema è Un professore fra le nuvole (1961), e lo trova detestabile.
Studia cinema all'University of California e si specializza all'American Film Institute. Collabora a riviste come Cinema, Film Quarterly e Film Comment. Tra i cineasti che hanno avuto su di lui un'influenza diretta figurano registi come Robert Bresson, Yasujirō Ozu e Carl Theodor Dreyer ai quali dedicherà la sua tesi di laurea, poi pubblicata con il titolo di Il trascendente nel cinema: Ozu, Bresson, Dreyer nel 1972.

### Le sceneggiature
Nel 1975 Schrader co-sceneggia Yakuza, un film ambientato nel mondo della malavita giapponese, diretto da Sydney Pollack e interpretato da Robert Mitchum. Nonostante il fallimento del film al botteghino, il suo nome comincia a circolare tra i giovani registi della New Hollywood. Nel 1976 scrive la sceneggiatura di Obsession - Complesso di colpa per Brian De Palma. Sempre nel 1976, Martin Scorsese dirige il film Taxi Driver da una sua sceneggiatura, scritta in un periodo di depressione dovuto alla solitudine e all'alcolismo.
Nel 1980 collabora nuovamente con Scorsese, che lo chiama per riscrivere la sceneggiatura di Toro scatenato, mentre la sua sceneggiatura per Incontri ravvicinati del terzo tipo viene rifiutata in quanto alla produzione non piace la lettura religiosa che Schrader ha dato alla materia. Nel 1986 Peter Weir gira la sua sceneggiatura per Mosquito Coast. Schrader collabora con Scorsese altre due volte, nel 1988 con il controverso L'ultima tentazione di Cristo, e nel 1999 con Al di là della vita con Nicolas Cage, che restituisce e aggiorna le atmosfere di Taxi Driver.

### Le regie

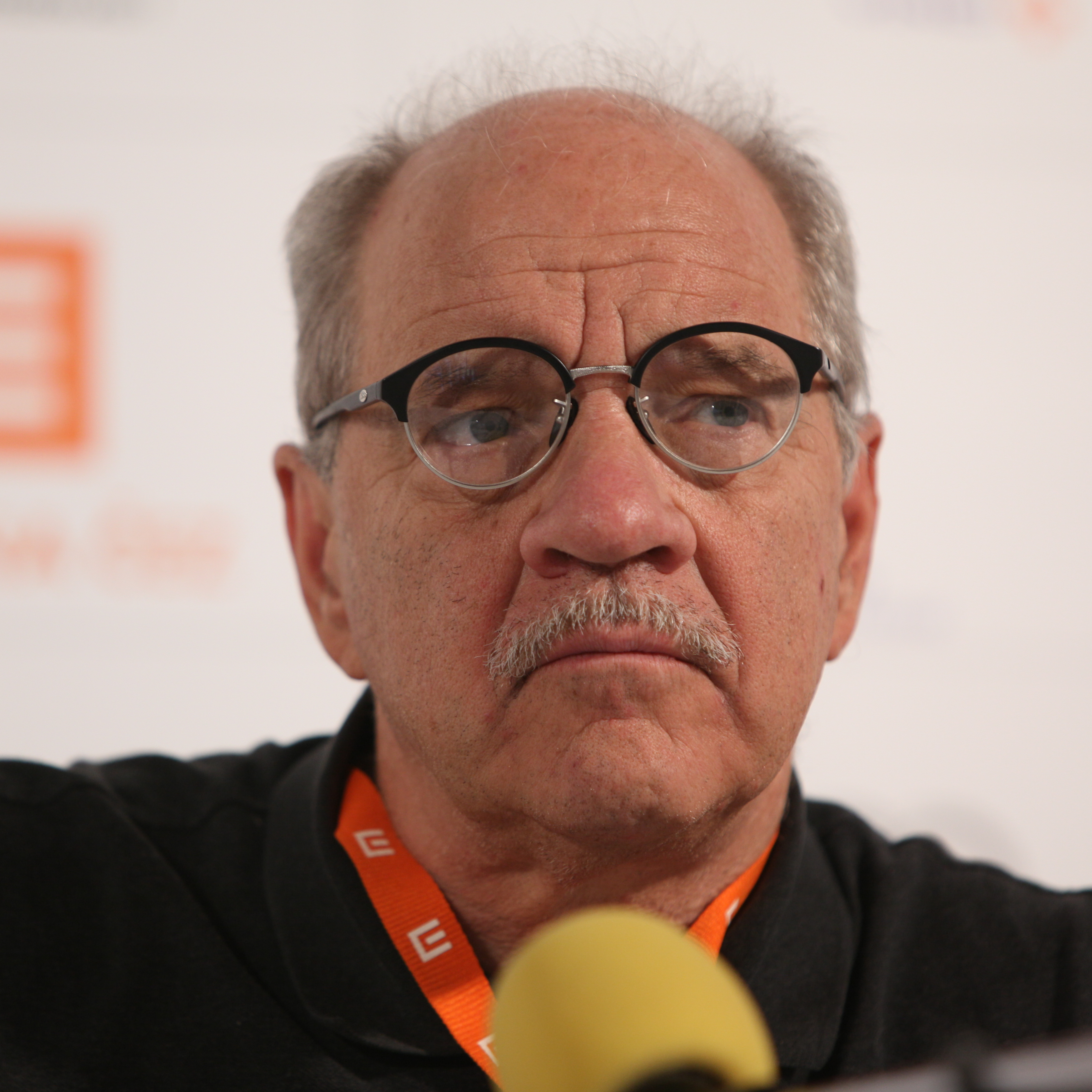
Paul Schrader nel 2009

Il successo del film Taxi Driver gli permette di dirigere il suo film d'esordio, Tuta blu (1978), sceneggiato con il fratello Leonard e interpretato da Richard Pryor e Harvey Keitel. La lavorazione del film viene ricordata da Schrader come un incubo a causa degli attriti tra lui e gli attori.
Nel 1979 dirige Hardcore, un thriller nero e disperato ambientato nell'ambiente dei film a luci rosse. Successivamente dirige quello che è a tutt'oggi il suo film più conosciuto: American Gigolò, un thriller sofisticato interpretato da Richard Gere. Dopo il successo di American Gigolò Schrader decide di girare un remake del film di Jacques Tourneur, Il bacio della pantera (1982), interpretato da Nastassja Kinski. Nel 1992 Schrader gira Lo spacciatore, con Willem Dafoe. Nel 1997 dirige Affliction, che riscuote un ottimo successo presso la critica cinematografica.
Nel 2004 viene chiamato a dirigere il prequel del celebre L'esorcista di William Friedkin, intitolato Dominion: Prequel to the Exorcist. Ma, terminate le riprese, i dirigenti della casa di produzione rifiutano il film, ritenendolo poco commerciale. Viene chiamato quindi Renny Harlin, al quale viene chiesto di rigirare da capo il film. La versione di Schrader è stata proiettata solamente in alcuni festival ed è uscita direttamente in DVD.
Nel 2017, dopo alcune pellicole dalla gestazione problematica e dai risultati sottotono, torna al successo di critica e pubblico con First Reformed - La creazione a rischio, un dramma psicologico a tema religioso con protagonista Ethan Hawke. Presentato alla 74ª Mostra internazionale d'arte cinematografica di Venezia e distribuito dalla A24, il film porta a Schrader la prima candidatura per la migliore sceneggiatura originale ai Premi Oscar 2018, ed è il primo di una trilogia di film scollegati narrativamente ma connessi tematicamente, che continuerà nel 2021 con Il collezionista di carte, con Oscar Isaac e Tiffany Haddish, e nel 2022 con Il maestro giardiniere, con protagonisti Joel Edgerton e Sigourney Weaver; entrambi i film sono stati presentati, come accadde per First Reformed, alle rispettive edizioni della Biennale di Venezia, in particolare nell'edizione 2022 dove Schrader è stato premiato con il Leone d'oro alla carriera.
Nel 2023 inizia le riprese di Oh, Canada, tratto dal romanzo Foregone di Russell Banks, che vedrà il ritorno come protagonista di Richard Gere nel ruolo di un anziano documentarista fuggito in Canada per disertare l'arruolamento in Vietnam, con la sua versione giovane interpretata da Jacob Elordi, insieme a Uma Thurman e Michael Imperioli.

## Filmografia

### Regista

#### Cinema
- Tuta blu (Blue Collar) (1978)
- Hardcore (1979)
- American Gigolò (1980)
- Il bacio della pantera (Cat People) (1982)
- Mishima - Una vita in quattro capitoli (Mishima: A Life in Four Chapters) (1985)
- La luce del giorno (Light of Day) (1987)
- Patty - La vera storia di Patty Hearst (Patty Hearst) (1988)
- Cortesie per gli ospiti (The Comfort of Strangers) (1990)
- Lo spacciatore (Light Sleeper) (1992)
- Touch (1997)
- Affliction (1997)
- Le due verità (Forever Mine) (1999)
- Auto Focus (2002)
- Dominion: Prequel to the Exorcist (2005)
- The Walker (2007)
- Adam Resurrected (2008)
- The Canyons (2013)
- Il nemico invisibile (Dying of the Light) (2014)
- Cane mangia cane (Dog Eat Dog) (2016)
- First Reformed - La creazione a rischio (First Reformed) (2017)
- Il collezionista di carte (The Card Counter) (2021)
- Il maestro giardiniere (Master Gardener) (2022)
- Oh, Canada - I tradimenti (Oh, Canada) (2024)

#### Televisione
- Witch Hunt - Caccia alle streghe (Witch Hunt) (1994) - film TV

### Sceneggiatore
- Yakuza (The Yakuza), regia di Sydney Pollack (1974)
- Taxi Driver, regia di Martin Scorsese (1976)
- Obsession - Complesso di colpa (Obsession), regia di Brian De Palma (1976)
- Rolling Thunder, regia di John Flynn (1977)
- Tuta blu (Blue Collar) (1978)
- Hardcore (1979)
- Old Boyfriends - Il compagno di scuola (Old Boyfriends), regia di Joan Tewkesbury (1979)
- American Gigolò (1980)
- Toro scatenato (Raging Bull), regia di Martin Scorsese (1980)
- Il bacio della pantera (Cat People) (non accreditato) (1982)
- Mishima - Una vita in quattro capitoli (Mishima: A Life in Four Chapters) (1985)
- Mosquito Coast (The Mosquito Coast), regia di Peter Weir (1986)
- La luce del giorno (Light of Day) (1987)
- L'ultima tentazione di Cristo (The Last Temptation of Christ), regia di Martin Scorsese (1988)
- Lo spacciatore (Light Sleeper) (1992)
- City Hall, regia di Harold Becker (1996)
- Touch (1997)
- Affliction (1997)
- Le due verità (Forever Mine) (1999)
- Al di là della vita (Bringing Out the Dead), regia di Martin Scorsese (1999)
- The Walker (2007)
- Il nemico invisibile (Dying of the Light) (2014)
- First Reformed - La creazione a rischio (First Reformed) (2017)
- Il collezionista di carte (The Card Counter) (2021)
- Il maestro giardiniere (Master Gardener) (2022)
- The Jesuit (There Are No Saints), regia di Alfonso Pineda Ulloa (2022)
- Oh, Canada - I tradimenti (Oh, Canada) (2024)

## Riconoscimenti
- Premio Oscar
  - 2019 – Candidatura alla migliore sceneggiatura originale per First Reformed - La creazione a rischio
- Golden Globe
  - 1977 – Candidatura alla migliore sceneggiatura per Taxi Driver
  - 1981 – Candidatura alla migliore sceneggiatura per Toro scatenato
- Mostra internazionale d'arte cinematografica di Venezia
  - 2017 – Green Drop Award per First Reformed - La creazione a rischio
  - 2017 – Candidatura Leone d'oro al miglior film per First Reformed - La creazione a rischio
  - 2022 – Leone d'oro alla carriera
- Festival di Cannes
  - 1985 – Candidatura alla Palma d'oro per Mishima - Una vita in quattro capitoli
  - 1985 – Miglior contributo artistico per Mishima - Una vita in quattro capitoli
  - 1988 – Candidatura alla Palma d'oro per Patty - La vera storia di Patty Hearst